# UN-Klimakonferenz in Posen 2008
Die UN-Klimakonferenz in Posen fand vom 1. bis 12. Dezember 2008 in der polnischen Stadt Posen statt. Sie diente der weiteren Aushandlung einer Nachfolgeregelung zum Kyoto-Protokoll, die 2009 endgültig beschlossen werden sollte. Etwa 11.000 Delegierte, Experten, Journalisten und andere Interessierte aus 187 Staaten haben an der Konferenz teilgenommen. Die Konferenz war zeitgleich das 14. Treffen der Mitgliedstaaten der Klimarahmenkonvention der Vereinten Nationen (COP-14) wie auch das vierte Zusammenkommen der Unterzeichnerstaaten des Kyoto-Protokolls (MOP-4) seit seinem Inkrafttreten 2005. Verhandlungsführer war als Gastgeber der polnische Umweltminister Maciej Nowicki. Die Konferenz fand in der Internationalen Messe Posen statt.

## Hintergrund
Das 1997 beschlossene Kyoto-Protokoll zum Klimaschutz lief 2012 aus. Auf der UN-Klimakonferenz auf Bali im Dezember 2007 wurde ein Zeitplan festgelegt, nach dem eine verbindliche Nachfolgeregelung geschaffen werden soll. Endgültig beschlossen werden sollte der Kyoto-Nachfolger diesem Zeitplan zufolge auf der UN-Klimakonferenz in Kopenhagen 2009, auch wenn Detailregelungen noch später ausgehandelt werden können. Die Konferenz in Posen stellte hierfür ein wichtiges Vortreffen dar, auf dem einige grundlegende Fragen geklärt sowie vorbereitende Arbeiten erledigt werden sollten.
Nach Angaben des Sekretariats der Klimarahmenkonvention standen in Posen vor allem folgende Punkte im Vordergrund:
- die Aushandlung eines konkreten Zeit- und Arbeitsplans für das letzte Verhandlungsjahr zum Kyoto-Nachfolger;
- die Verbesserung des Umsetzungsprozesses des Kyoto-Protokolls; als einzelne Punkte nannte das Sekretariat besonders die Kapazitätsbildung in Entwicklungsländern, verringerte Entwaldung, Technologietransfer und Anpassungsmaßnahmen an den Klimawandel;
- ein gemeinsames Verständnis sollte herbeigeführt und gemeinsame Positionen sollten weiter ausgearbeitet werden;
- das Engagement und die Verbindlichkeit des politischen Klimaschutzprozesses wie des ausgehandelten zeitlichen Rahmens sollte gestärkt werden.

## Nebenbedingungen
Die Konferenz in Posen stand unter dem Eindruck von drei politischen Faktoren:
1. Durch die Finanzkrise ab 2007 rückte der Klimaschutz in den Monaten vor der Konferenz in Posen in den Hintergrund ökonomischer Interessen. So verlautete es aus Schwellenländern, dass kurzfristig die Lösung der Finanzkrise im Vordergrund stehen müsse und Klimaziele daher zurückgeschraubt werden müssten. Auch die deutsche Autolobby und Polen als Gastgeber argumentierten aufgrund der Finanzkrise für eine zurückhaltendere Klimapolitik. Durch die Finanzkrise waren die Erwartungen an Posen daher gedämpft.
2. Die USA, als weltgrößter Produzent von Treibhausgasen, hat sich unter der Regierung von George Bush, die der Ölindustrie nahesteht, in der Klimafrage kaum bewegt und sich dem Kyoto-Protokoll verweigert. Der designierte US-Präsident Barack Obama hat hingegen die Bekämpfung des Klimawandels zu einer wichtigen Aufgabe gemacht, nimmt aufgrund seines Amtsantritts im Januar 2009 jedoch in Posen noch nicht teil. Von den USA waren daher in Posen wenig Fortschritte zu erwarten. Allerdings nahmen neben Vertretern Bushs in Posen bereits Vertreter Obamas teil, sodass durchaus Optimismus zu mehr Klimaschutz aufkam.
3. Auch fanden erstmals seit dem Treffen in Bali die Minister in der Klimafrage zusammen, sodass ein politisches Signal in Richtung Klimaschutz möglich erschien. Aus diesem Grund konnte die Konferenz in Posen als Weichenstellung für Kopenhagen 2009 gesehen werden.

## Ergebnis
Auch ein zeitgleich stattfindender Klimagipfel der EU-Staaten in Brüssel konnte keinen Durchbruch erzielen. In letzter Minute war dort aufgrund der industriefreundlichen Haltung Deutschlands das Ergebnis verwässert. Ursprünglich erhoffte man sich von dort auch ein Zeichen für die Ergebnisse in Posen. Am Ende der Konferenz in Posen verwiesen Delegierte aus westlichen Staaten auf Fortschritte bei den Verhandlungen. Umweltexperten kritisierten hingegen die Ergebnisse als nicht ausreichend. Reiche Staaten hätten zu wenige Zugeständnisse gemacht.